# Rob Witschge
Rob Witschge (født 22. august 1966 i Amsterdam, Holland) er en tidligere hollandsk fodboldspiller, der spillede som midtbanespiller hos flere forskellige klubber, samt for Hollands landshold. Af hans klubber kan blandt andet nævnes Ajax Amsterdam og Feyenoord i hjemlandet, samt franske AS Saint-Étienne.
Witschge er storebror til en anden tidligere hollandsk fodboldspiller, Richard Witschge, som han spillede sammen med hos både Ajax Amsterdam og på landsholdet.

## Landshold
Witschge spillede i årene mellem 1989 og 1995 31 kampe for Hollands landshold, hvori han scorede tre mål. Han repræsenterede sit land ved EM i 1992 og VM i 1994.